# Mongolia en los Juegos Olímpicos de Calgary 1988
Mongolia estuvo representada en los Juegos Olímpicos de Calgary 1988 por tres deportistas, dos hombres y una mujer, que compitieron en esquí de fondo.
La portadora de la bandera en la ceremonia de apertura fue la esquiadora de fondo Davaaguiin Enjee. El equipo olímpico mongol no obtuvo ninguna medalla en estos Juegos.